# Cricket internazionale nel 1895-1896
La stagione internazionale di cricket del 1895-1896 si è disputata dal settembre del 1895 a all'aprile del 1896. La stagione ha succeduto quella del 1895 e preceduto quella del 1896

## Sommario
| Tour internazionali | Tour internazionali | Tour internazionali | Tour internazionali | Tour internazionali | Tour internazionali | Tour internazionali |
| Data                | Squadra di casa     | Squadra ospite      | Risultato [Partite] | Risultato [Partite] | Risultato [Partite] | Risultato [Partite] |
| Data                | Squadra di casa     | Squadra ospite      | Test                | ODI                 | FC                  | LA                  |
| ------------------- | ------------------- | ------------------- | ------------------- | ------------------- | ------------------- | ------------------- |
| 30 dicembre 1895    | Nuova Zelanda       | New South Wales     | —                   | —                   | 1–0 [1]             | —                   |
| 13 febbraio 1896    | Sudafrica           | Inghilterra         | 0–3 [3]             | —                   | —                   | —                   |

## Febbraio

### Australia in Sudafrica
| Test No: 47 | 13–14 febbraio | Barberton Halliwell | Tim O'Brien | St George's Park Cricket Ground, Port Elizabeth | Inghilterra di 288 runs             |
| Test No: 48 | 2–4 marzo      | Barberton Halliwell | Lord Hawke  | Old Wanderers, Gqeberha                         | Inghilterra di un inning e 197 runs |
| Test No: 49 | 21–23 marzo    | Alfred Richards     | Lord Hawke  | Newlands Cricket Ground, Cape Town              | Inghilterra di un inning e 33 run   |